# Једнакост (знак)
Знак једнакости (=) је математички симбол који показује једнаку вредност између променљивих, константи или других математичких израза.

## Употреба

### Математика
У математици, знак једнакости се може користити за приказ чињеница (x = 2), услов (ако је x = 2, онда ...) или друго.

### Програмирање
У програмирању знак једности се обично користи за доделу:
- x = 2 — x добија вредност 2
- x = x + 2 — вредност променљиве x се повећава за 2

док се двоструки или троструки знак једнакости користи за приказивање једнакости.

### Хемија
У хемијским формулама, две паралелне линије које означавају двоструку везу се обично приказују помоћу знака једнакости.